# Liste der Bodendenkmäler in Mittelneufnach
Auf dieser Seite sind die Bodendenkmäler in der schwäbischen Gemeinde Mittelneufnach zusammengestellt. Diese Tabelle ist eine Teilliste der Liste der Bodendenkmäler in Bayern. Grundlage ist die Bayerische Denkmalliste, die auf Basis des Bayerischen Denkmalschutzgesetzes vom 1. Oktober 1973 erstmals erstellt wurde und seither durch das Bayerische Landesamt für Denkmalpflege geführt wird. Die folgenden Angaben ersetzen nicht die rechtsverbindliche Auskunft der Denkmalschutzbehörde.

## Bodendenkmäler der Gemeinde

### Bodendenkmäler in der Gemarkung Mittelneufnach
| Lage                                     | Objekt | Akten-Nr.     | Bild           |
| ---------------------------------------- | --- | ------------- | -------------- |
| Mittelneufnach Zum Schlößle 3 (Standort) | Mittelalterliche und frühneuzeitliche Befunde im Bereich des frühneuzeitlichen Amtshauses Schlössle, darunter Burgstall des Mittelalters. | D-7-7829-0057 | weitere Bilder |
| Mittelneufnach Schulstraße 2 (Standort)  | Mittelalterliche und frühneuzeitliche Befunde im Bereich der Katholischen Pfarrkirche St. Johannes Evangelist in Mittelneufnach.          | D-7-7829-0089 | weitere Bilder |
| Mittelneufnach (Standort)                | Befestigungsanlage vor- und frühgeschichtlicher oder mittelalterlicher Zeitstellung.                                                      | D-7-7829-0095 |                |

### Bodendenkmäler in der Gemarkung Reichertshofen
| Lage                                    | Objekt | Akten-Nr.     | Bild           |
| --------------------------------------- | --- | ------------- | -------------- |
| Reichertshofen Kirchstraße 3 (Standort) | Mittelalterliche und frühneuzeitliche Befunde im Bereich der Katholischen Pfarrkirche St. Nikolaus in Reichertshofen. | D-7-7829-0058 | weitere Bilder |